# Acyrthosiphon soldatovi
Acyrthosiphon soldatovi är en insektsart. Acyrthosiphon soldatovi ingår i släktet Acyrthosiphon och familjen långrörsbladlöss.

## Underarter
Arten delas in i följande underarter:
- A. s. soldatovi
- A. s. tadzhikistanicum